# Tour de France 2012/5. Etappe
Die 5. Etappe der Tour de France 2012 fand am 5. Juli 2012 statt. Sie war 196,5 km lang und führte von Rouen nach Saint-Quentin. Es gingen noch 195 von 198 Fahrern an den Start.

## Teilnehmende Teams
- BMC Racing Team (BMC)
- RadioShack-Nissan (RNT)
- Team Europcar (EUC)
- Euskaltel-Euskadi (EUS)
- Lampre-ISD (LAM)
- Liquigas-Cannondale (LIQ)
- Garmin-Sharp (GRS)
- AG2R La Mondiale (ALM)
- Cofidis, le Crédit en Ligne (COF)
- Saur-Sojasun (SAU)
- Sky ProCycling (SKY)
- Lotto Belisol Team (LTS)
- Vacansoleil-DCM (VCD)
- Katusha Team (KAT)
- FDJ-Big Mat (FDJ)
- Rabobank Cycling Team (TLJ)
- Movistar (MOV)
- Team Saxo Bank-Tinkoff Bank (STB)
- Astana Pro Team (AST)
- Omega Pharma-Quick Step (OPQ)
- Orica GreenEdge (OGE)
- Team Argos-Shimano (TGA)

## Strecke
Die Strecke führte überwiegend in östlicher Richtung durch die Départements Seine-Maritime, Eure, Oise, Somme und Aisne. Das Profil dieser Etappe war weitgehend flach, es gab keine nennenswerten Steigungen und auch keine Bergwertungen. Der Zwischensprint wurde in Breteuil ausgetragen.

## Rennverlauf
Den Startschuss in Rouen gab die französische Sportministerin Valérie Fourneyron. Unmittelbar nach Freigabe des Rennens rissen die Franzosen Mathieu Ladagnous und Julien Simon, der Spanier Pablo Urtasun sowie der Belgier Jan Ghyselinck aus. Der Vorsprung wuchs rasch an und pendelte sich bei etwa 5:40 Minuten ein, um dann wieder allmählich kleiner zu werden. Den Zwischensprint in Breteuil entschied Ladagnous für sich; Schnellster im Feld war Mark Cavendish.
Nach 140 Kilometern betrug der Vorsprung der Ausreißergruppe noch 2:15 Minuten, 25 Kilometer vor dem Ziel noch 1:15 Minuten. Vor allem die Teams Sky und BMC sorgten im Feld für Tempo, doch es lag durchaus im Bereich des Möglichen, dass die Ausreißer sich ins Ziel retten könnten, da sie fünf Kilometer vor Ende der Etappe noch immer 30 Sekunden Vorsprung hatten.
Knapp drei Kilometer vor dem Ziel ereignete sich ein Massensturz, in den mehrere Dutzend Fahrer verwickelt waren, darunter Tyler Farrar und Peter Sagan. Auf den letzten 300 Metern der Zielgeraden holte die Spitze des Feldes die Ausreißer schließlich ein. Den Spurt um den Sieg entschied wie am Vortag der Deutsche André Greipel für sich.
Fabian Cancellara konnte sich zum 27. Mal das Maillot jaune überstreifen lassen. Er hält damit den Rekord für jenen Fahrer, der die meisten Tage das Gesamtklassement anführte, ohne die Tour gewonnen zu haben. Die bisherige Bestmarke hatte René Vietto in den 1930er Jahren erzielt.

## Punktewertungen
| Zwischensprint in Breteuil nach 109 km auf 92 m |                        |                            |         |
| 1.                                              | Frankreich             | Matthieu Ladagnous (FDJ)   | 20 Pkt. |
| 2.                                              | Spanien                | Pablo Urtasun (EUS)        | 17 Pkt. |
| 3.                                              | Frankreich             | Julien Simon (SAU)         | 15 Pkt. |
| 4.                                              | Belgien                | Jan Ghyselinck (COF)       | 13 Pkt. |
| 5.                                              | Vereinigtes Konigreich | Mark Cavendish (SKY)       | 11 Pkt. |
| 6.                                              | Australien             | Matthew Goss (OGE)         | 10 Pkt. |
| 7.                                              | Australien             | Mark Renshaw (RAB)         | 9 Pkt.  |
| 8.                                              | Slowakei               | Peter Sagan (LIQ)          | 8 Pkt.  |
| 9.                                              | Norwegen               | Edvald Boasson Hagen (SKY) | 7 Pkt.  |
| 10.                                             | Niederlande            | Kenny van Hummel (VCD)     | 6 Pkt.  |
| 11.                                             | Belarus                | Jauheni Hutarowitsch (FDJ) | 5 Pkt.  |
| 12.                                             | Italien                | Alessandro Petacchi (LAM)  | 4 Pkt.  |
| 13.                                             | Deutschland            | Patrick Gretsch (ARG)      | 3 Pkt.  |
| 14.                                             | Sudafrika              | Daryl Impey (OGE)          | 2 Pkt.  |
| 15.                                             | Frankreich             | Jurij Kriwzow (LAM)        | 1 Pkt.  |

| Etappenziel in Saint-Quentin nach 196,5 km auf 106 m |                        |                           |         |
| 1.                                                   | Deutschland            | André Greipel (LTB)       | 45 Pkt. |
| 2.                                                   | Australien             | Matthew Goss (OGE)        | 35 Pkt. |
| 3.                                                   | Argentinien            | Juan José Haedo (STB)     | 30 Pkt. |
| 4.                                                   | Vereinigtes Konigreich | Mark Cavendish (SKY)      | 26 Pkt. |
| 5.                                                   | Frankreich             | Samuel Dumoulin (COF)     | 22 Pkt. |
| 6.                                                   | Niederlande            | Tom Veelers (ARG)         | 20 Pkt. |
| 7.                                                   | Spanien                | Óscar Freire Gomez (KAT)  | 18 Pkt. |
| 8.                                                   | Italien                | Alessandro Petacchi (LAM) | 16 Pkt. |
| 9.                                                   | Frankreich             | Sébastien Hinault (ALM)   | 14 Pkt. |
| 10.                                                  | Frankreich             | Yohann Gène (EUC)         | 12 Pkt. |
| 11.                                                  | Niederlande            | Bauke Mollema (RAB)       | 10 Pkt. |
| 12.                                                  | Frankreich             | Matthieu Ladagnous (FDJ)  | 8 Pkt.  |
| 13.                                                  | Slowenien              | Borut Božič (AST)         | 6 Pkt.  |
| 14.                                                  | Niederlande            | Kenny van Hummel (VCD)    | 4 Pkt.  |
| 15.                                                  | Spanien                | Egoi Martínez (EUS)       | 2 Pkt.  |

## Aufgaben
- 211 –  Marcel Kittel (Team Argos-Shimano): Aufgabe während der Etappe.